# Johann Chorus
Johann Chorus (* 14. Jahrhundert; † um 1367 in Aachen) war Schöffe und Bürgermeister der Reichsstadt Aachen.

## Leben und Wirken
Laut den Angaben des Aachener Geschichtsforschers Christian Quix scheint Johann Chorus ein Bruder des langjährigen Bürgermeisters Ritter Gerhard Chorus gewesen zu sein, was aber auch eine Verwechslung mit dem nur wenig älteren Johann Chorus sein kann, der zur Unterscheidung den Beinamen „Schellart“ trug sowie Vogt und Meier von Aachen gewesen war.
Sicher ist, dass der hier beschriebene Johann Chorus ab 1338 in den Stadtrat gewählt worden war. Laut den Aachener Stadtrechnungen scheint Johann Chorus bereits im Jahr 1349 offensichtlich auch das Amt des Bürgermeisters ausgeübt zu haben, zu der Zeit als er auch als Gesandter der Stadt Aachen zu mehreren Konsultationen unter anderem nach Jülich und Brüssel delegiert worden war. Ebenfalls gesichert ist, dass er 1364 erneut als Bürgermeister gewählt wurde, aber unklar ist, ob dazwischen weitere Amtsperioden liegen, da die Aufzeichnungen aus jenen Jahren unvollständig sind.
Johann Chorus war schon früh an den Bemühungen zum Zustandekommen eines neuen Landfriedensbündnisses mitbeteiligt und als im Jahr 1351 das Landfriedensbündnis Maas-Rhein schließlich zustande kam, gehörte er zu den drei von der Stadt Aachen gestellten Geschworenen dieses Bündnisses. In dieser Funktion war Chorus in den Jahren 1353/1354 als Vertreter der Stadt zusammen mit den verbündeten Truppen des Bündnisses auch an der Belagerung der Burg Gripekoven beteiligt. Von dieser Burg aus sollen abtrünnige Ritter ihre Raubzüge durchgeführt und einen Aufstand der jülichschen Ritterschaft mitgetragen haben, wodurch das Ansehen und der Bestand des Herzogtums Jülich massiv in Frage gestellt worden war. Nach einer längeren Belagerungszeit, die mit der Übergabe der Burg bei Gewährung von freiem Abzug der Belagerten endete, wurde diese anschließend dem Erdboden gleichgemacht.
Schließlich wurde Johann Chorus im Jahr 1358 in das Schöffenkollegium aufgenommen, dem er dann wie üblich bis zu seinem Lebensende im Jahr 1367 oder wenig später angehörte.